# Danica Antić
Danica Antić cyr. Даница Антић (ur. 20 października 1910 w Belgradzie, zm. 14 stycznia 1989 tamże) – malarka serbska, przedstawicielka impresjonizmu i fowizmu.

## Życiorys
Urodziła się w Belgradzie, gdzie ukończyła gimnazjum i uczyła się rysunku pod kierunkiem Zory Petrović. W latach 1931–1934 uczyła się w prywatnej szkole Jovana Bijelicia, a następnie w Królewskiej Akademii Sztuk Pięknych w Belgradzie. Od 1938 naukę kontynuowała w Paryżu, gdzie działała w środowisku studiujących tam malarzy jugosłowiańskich. Wspólnie z nimi w 1940 tworzyła grupę artystyczną Desetorica, w której działali m.in. Ljubica Sokić, Bogdan Šuput i Jurica Ribar. W czasie II wojny światowej związała się z komunistycznym ruchem oporu i pracowała w wydziale propagandy sztabu partyzanckiego. Po zakończeniu wojny kontynuowała studia artystyczne pod kierunkiem prof. Nedeljko Gvozdenovicia. W latach 1952–1962 pracowała jako wykładowca w Akademii Sztuk Pięknych, a od 1962 skoncentrowała się na działalności twórczej.
Zmarła w 1989 w Belgradzie. Dzieła Danicy Antić znajdują się w Muzeum Sztuki Współczesnej w Belgradzie, Galerii Pawła Bielanskiego w Nowym Sadzie, a także w prywatnych kolekcjach.